# マラウイの在外公館の一覧

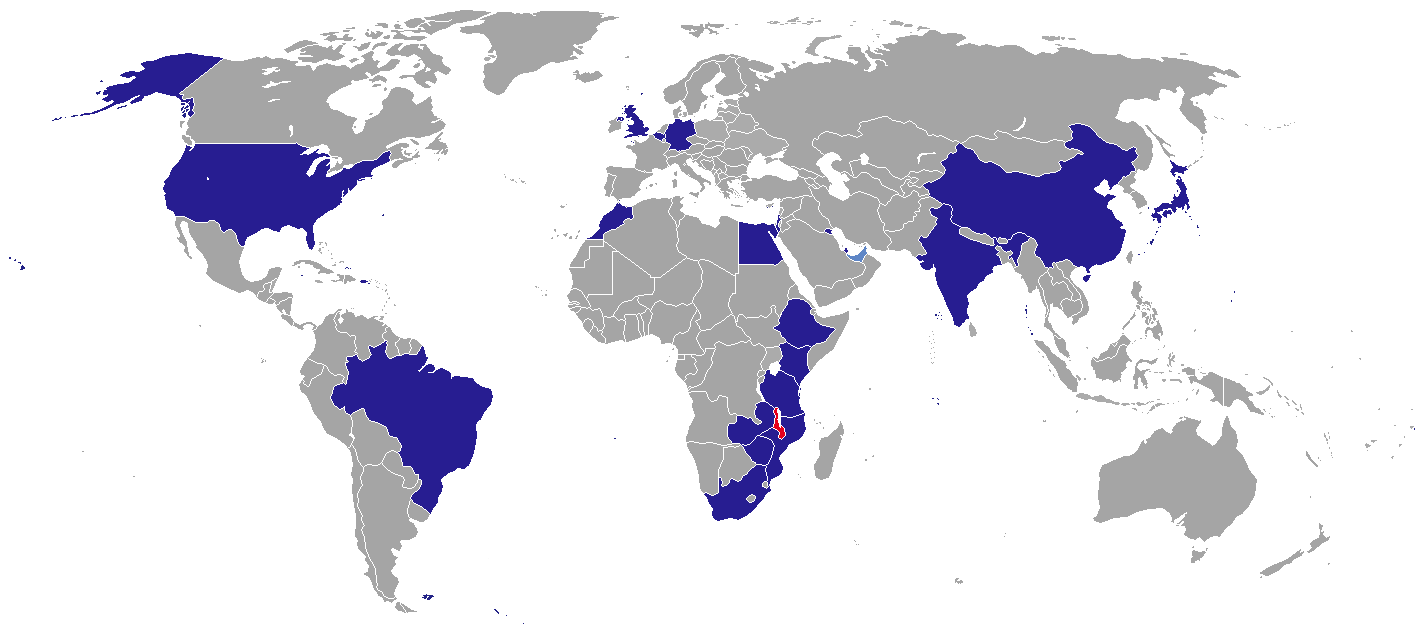
マラウイの在外公館の場所:
マラウイ
大使館または領事館

マラウイの在外公館の一覧は、マラウイが国外に置いている大使館および領事館の一覧である。なお、名誉領事館は収載していない。

## マラウイの外交関係の概要
マラウイの初代大統領であるヘイスティングズ・カムズ・バンダは親欧米路線の外交政策を行い、第二代大統領であるバキリ・ムルジもそれを踏襲した。現在の第三代大統領、ビング・ワ・ムタリカ政権もその路線を引き継いでおり、主要な欧米諸国諸国との間に良好な外交関係を維持している。
一方で、アパルトヘイト時代を通じて南アフリカ共和国と密接な外交を結んでいたため、かつては他のアフリカ諸国とは緊張関係にあった。1994年のアパルトヘイトの崩壊以降、マラウイは他のアフリカ諸国との関係を深めていき、現在は全てのアフリカ諸国との間に堅固な外交関係を結んでいる。
なお、マラウイ湖の領有問題に関しては、タンザニアとの間で論争になっている。

## ヨーロッパ

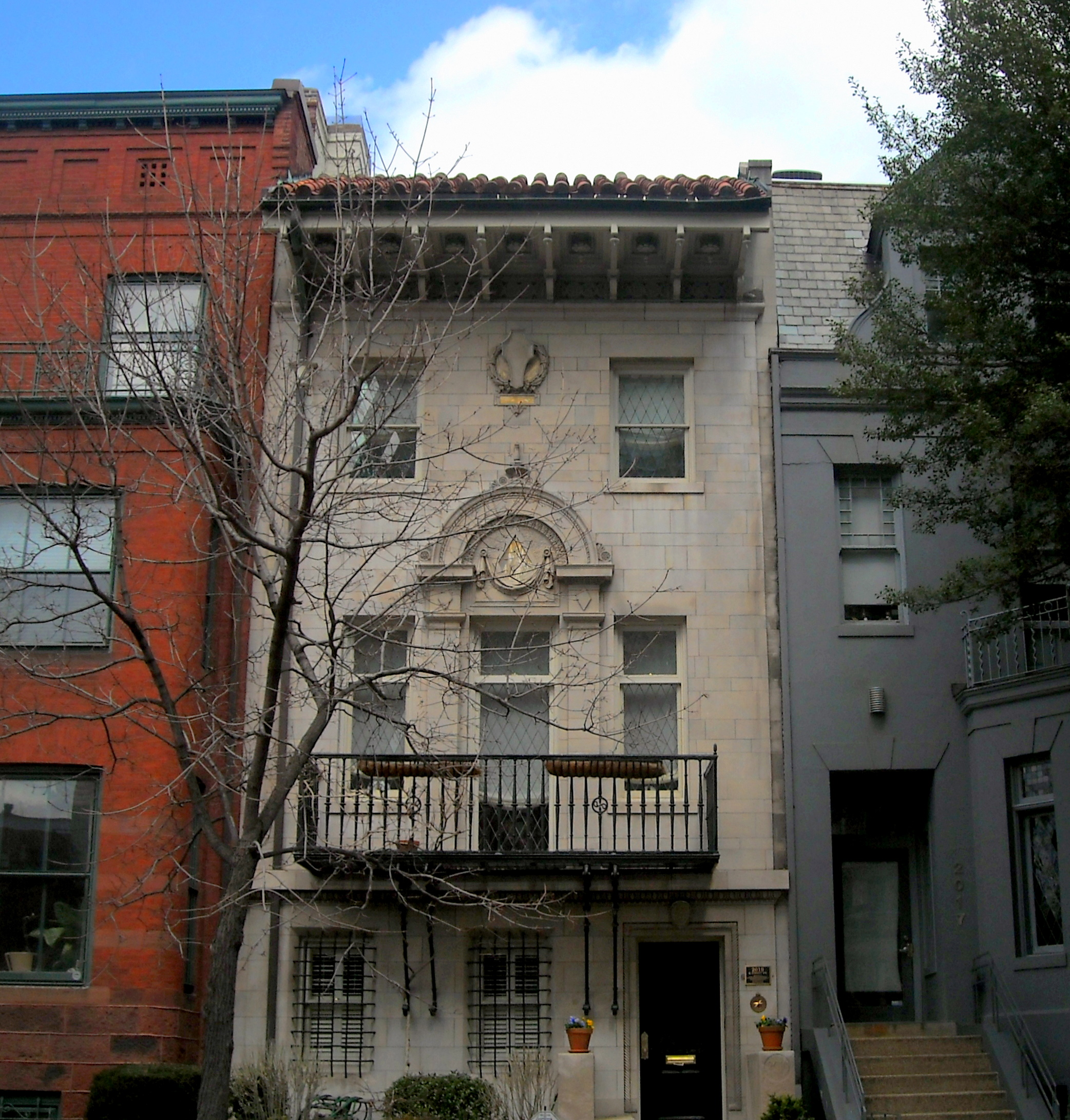
アメリカにおけるマラウイ初の大使館施設。この建物は1964年から1968年にかけて建てられた。

- ベルギー
  - ブリュッセル （大使館）
- ドイツ
  - ベルリン （大使館）
- イギリス
  - ロンドン （高等弁務官事務所）

## アメリカ
- アメリカ
  - ワシントンD.C. （大使館）
- ブラジル
  - ブラジリア （大使館）

## アフリカ
- エチオピア
  - アディスアベバ （大使館）
- ケニア
  - ナイロビ （高等弁務官事務所）
- モザンビーク
  - マプト （高等弁務官事務所）
- 南アフリカ
  - プレトリア （高等弁務官事務所）
  - ヨハネスブルグ （総領事館）
- タンザニア
  - ダルエスサラーム （高等弁務官事務所）
- ザンビア
  - ルサカ （高等弁務官事務所）
- ジンバブエ
  - ハラレ （大使館）

## アジア
- 中国
  - 北京 （大使館）
- 日本
  - 東京 （大使館）
- インド
  - デリー （高等弁務官事務所）

## 国連関連の公館
- - ニューヨーク （国連代表部）

## カナダ高等弁務官事務所

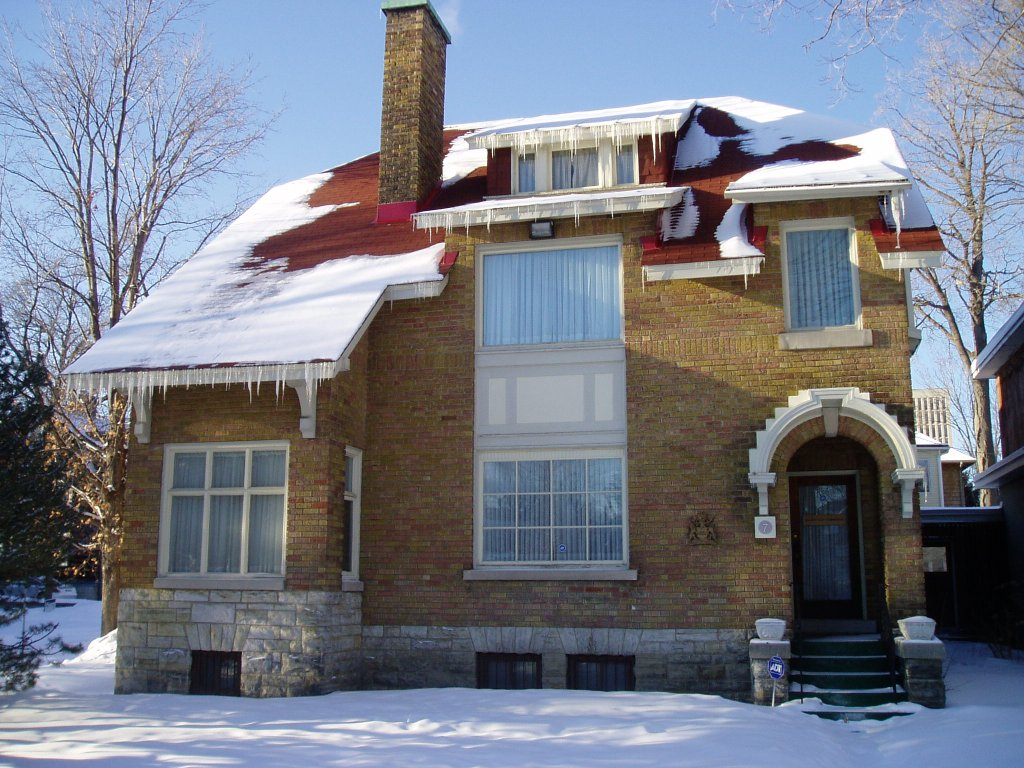
かつてカナダの首都、オタワに置かれていた高等弁務官事務所。現在は閉鎖されている。

カナダの首都であるオタワには、かつて高等弁務官事務所が置かれていたが2005年9月30日に閉鎖された。現在は、アメリカのワシントンD.C.にある大使館がカナダの外交を兼務してる。なお、最後の高等弁務官であったケネディ・マリスタ（Kennedy Malista）は、カナダの高等弁務官事務所の閉鎖に際して、永久的な閉鎖にならないとの予想を示した。

## 参考資料
- Ministry of Foreign Affairs
- “Malawi HC Closing”. Embassy Magazine. (2005年9月21日) 2010年1月11日閲覧。
- Diplomatic, Consular & Other Representatives in Canada (PDF, 1.43 MB) , Department of Foreign Affairs and International Trade (Canada), August 2007